# Екс
Екс (енгл. River Exe) је река у Уједињеном Краљевству, у Енглеској. Дуга је 56 km. Протиче кроз Дорсет. Улива се у залив Лајм, односно Ламанш. 